# سیارک ۱۸۷۸۲
سیارک ۱۸۷۸۲ (به انگلیسی: 18782 Joanrho، نامگذاری:1999JJ46) هجده هزار و هفتصد و هشتاد و دومین سیارک کشف شده‌است که در ۱۰ مه ۱۹۹۹ کشف شد.
قدر مطلق سیارک برابر 10.2 است.